# Bagroides
Bagroides là một chi cá lăng có ở vùng Đông Á.

## Loài
- Bagroides hirsutus (Herre, 1934)
- Bagroides melapterus Bleeker, 1851